# 畔田村 (于都县)
畔田村，是中华人民共和国江西省赣州市于都县铁山垅镇所辖的行政村。畔田村位于铁山垅镇北部。总人口1319人(2005年)。畔田村包含9个自然村：上村、际里坑、枕头安、畔田桥、中村、上竂下、东背、塘坑、龙公石示。区划代码360731101201。